# Heiligste Dreifaltigkeit (Krickelsdorf)
Die Filialkirche Heiligste Dreifaltigkeit ist eine Kirche in Krickelsdorf, einem Ortsteil der Stadt Hirschau im Landkreis Amberg-Sulzbach in der Oberpfalz (Bayern).

## Geschichte
Aus der Gebenbacher Chronik geht hervor, dass es in Krickelsdorf bereits 1840 eine Kapelle gab, im Grundsteuerkataster „auf dem Anwesensgrund des Kanneshansl, Hs.-Nr. 17, vorgetragen“. Sie sei aber für die ganze Gemeinde zu einem Ärgernis geworden, da sie „auf einem indezenten Platze gestanden und sich in einem ganz ruinösen Zustand befunden“ habe. Der Wunsch der Bürger war, eine kleine Kirche zu erbauen, in der das Messopfer gefeiert werden kann.
Am 24. August 1859 seien Johann Schlosser, Georg Dotzler und Peter Wisgickl als Vertreter der Ortschaft beim Gebenbacher Pfarrer Meyer erschienen und hätten erklärt, dass „die Kapelle, die mit pfarramtlicher und distriktpolizeilicher Genehmigung erbaut wurde, im Rohbau fertig ist.“ Nach längeren Verhandlungen erteilte das Ordinariat am 25. Oktober 1859 die Erlaubnis zur Weihe. Pfarrer Meyer vollzog sie am 12. Dezember 1859.
Der Hirschauer Stadtpfarrer Kotz, der dem Ordinariat ein Gutachten liefern musste, berichtete damals, dass „die Kapelle auf einem sehr anständigen Platze, massiv und eben nicht unförmlich erbaut, der Altar aber geschmacklos“ sei.
Bald zeigte sich, dass man beim Kapellenbau zu bescheiden oder gar zu kleinmütig war. Das Kirchlein wurde 1861 – weil zu klein und zu feucht – umgebaut und erweitert und am 15. Oktober 1861 neu benediziert.
Das 100-jährige Jubiläum der Kapelle wurde im Mai 1961 groß gefeiert. Den Festgottesdienst zelebrierte Pfarrer Schmidl.
Seit März 1980, als Krickelsdorf von Gebenbach nach Hirschau „umgepfarrt“ wurde, befindet sich die Kirche im Besitz der Stadt Hirschau.
Die grundlegende Renovierung der Kapelle im Jahr 1992 wurde mit einem vom Hirschauer Stadtpfarrer Norbert Demleitner zelebrierten Festgottesdienst abgeschlossen. Hirschaus Bürgermeister Helmut Rösch bezifferte die Kosten auf 110.000 Mark. Die bischöfliche Finanzkammer hatte ein Drittel der Kosten übernommen, der Bezirk und der Landkreis Zuschüsse gewährt.
Zum 150-jährigen Jubiläum der Kirche renovierten die Einwohner von Krickelsdorf die Kirche. Wegen Wasserschäden wurde der Putz im Innenraum abgeschlagen und neu aufgebracht, Innen- und Außenwände gestrichen, der Sockel trockengelegt und saniert sowie der Eingangsbereich neu gestaltet. Wegen Holzwurmbefalls wurde der Innenraum begast und der Dachstuhl gestrichen. Die Stadt Hirschau bezuschusste die Maßnahmen mit knapp 16.000 Euro. Den Festgottesdienst zum 150-jährigen Jubiläum der Kapelle am 17. Juli 2011 zelebrierten der Weihbischof Reinhard Pappenberger, Landvolkseelsorger Holger Kruschina und Stadtpfarrer Hans-Peter Bergmann vor über 300 Gläubigen.
Die Kapelle im barocken Baustil ist der Heiligen Dreifaltigkeit geweiht.

## Ausstattung

### Altar
Der Altar mit dem Bild der allerheiligsten Dreifaltigkeit wurde 1859 aus der Kirche Wutschdorf erworben. Im Rahmen der Renovierungsarbeiten vor dem 150-jährigen Weihejubiläum der Kapelle wurde der Hochaltar restauriert.

### Glocken
Im Jahr 1859 konnte eine 88 Pfund schwere der seligsten Jungfrau geweihte Glocke erworben werden. Sie wurde am 15. Oktober 1859 im Dom zu Regensburg von Bischof Ignatius geweiht. Eine zweite der Heiligsten Dreifaltigkeit geweihte Glocke kam 1862. Sie wurde 1862 von Glockengießer Jakob Xuval in Amberg gegossen und am 19. Oktober im Dom zu Regensburg geweiht. Sie wog 141,5 Pfund und kostete 141 fl 30 kr. Während des Ersten Weltkriegs musste die Kapelle ihre beiden Glocken abliefern. Am 26. August 1918 konnte Pfarrer Mühlbauer ein 30 Pfund schweres Ersatzglöckchen weihen, das durch freiwillige Gaben beschafft worden war.  1926 ermöglichten ihm Gaben der Bewohner den Kauf von zwei Bronzeglocken von der Glockengießerei Ulrich in Kempten. Das Ordinariat erteilte am 1. September 1926 die „Fakultät zur Benediktion“. Pfarrer Mühlbauer zeigte am 15. November 1926 die Weihe der beiden Glocken an:
| Gewicht     | Schlagton | Bild                     | Inschrift                                     | Spender                                    |
| ----------- | --------- | ------------------------ | --------------------------------------------- | ------------------------------------------ |
| 1,5 Zentner | fis       | Heiligste Dreifaltigkeit | Gloria, Patri + et Filio + et Spiritui Sancto | Xaver und Anna Flierl                      |
| 90 Pfund    | a         | Mariahilf                | Ave Maria, gratia plena                       | freiwillige Gaben der übrigen Ortsbewohner |

Die größere der beiden Glocken musste im Zweiten Weltkrieg abgeliefert werden. Die abgegebene Glocke wurde im September 1949 ersetzt durch eine 81 Kilogramm schwere Glocke mit der Inschrift „Gloria Patri et Filio et Spiritui Sancto“ aus der Gießerei Petit & Gebr. Edelbrock in Gescher. Auch sie wurde von Xaver und Anna Flierl gestiftet. Geweiht wurde sie am 18. September 1949 von Pfarrer Schlosser in Gebenbach mit den dortigen Glocken. Die Kirche verfügt heute somit über folgende Glocken:
| Gewicht  | Schlagton | Bild                     | Inschrift                                | Gussjahr | Gießer, Gussort                  | Spender                                    |
| -------- | --------- | ------------------------ | ---------------------------------------- | -------- | -------------------------------- | ------------------------------------------ |
| 81 kg    | fis       | Heiligste Dreifaltigkeit | Gloria Patri et Filio et Spiritui Sancto | 1949     | Petit & Gebr. Edelbrock, Gescher | Xaver und Anna Flierl                      |
| 90 Pfund | a         | Mariahilf                | Ave Maria, gratia plena                  | 1926     | Glockengießerei Ulrich, Kempten  | freiwillige Gaben der übrigen Ortsbewohner |

### Kreuzweg
1860 erhielt die Kapelle zur „Förderung der Privatandacht für Altersschwache und Kränkliche des Dorfes“ 14 Kreuzwegstationen. Das Ordinariat teilte am 9. März 1860 mit, dass man gegen die Aufstellung des Kreuzweges nichts einzuwenden habe, wegen der geringen Haltbarkeit des Materials (Papier) jedoch „demselben die Benediktion nicht erteilt werden kann“. Am 20. Mai 1883 konnte ein neuer von Georg Lindner, Bauer in Krickelsdorf, gestifteter Kreuzweg von Pater Hubert Hochleitner, Franziskaner in Amberg, eingeweiht werde. Am 24. Februar 1985 benedizierte der Hirschauer Stadtpfarrer Edwin Völkl mit oberhirtlicher Erlaubnis den vom Hirschauer Malerbetrieb Grünwald restaurierten Kreuzweg. Die Kosten hatten mehrere tausend Euro betragen.

## Denkmalschutz
Die Filialkirche ist in der Bayerischen Denkmalliste des Bayerischen Landesamtes für Denkmalpflege unter der Akten-Nr. D-3-71-127-50 geführt.